# 熊概 (成化進士)
熊概（1445年—？），字大節，河南汝寧府光州商城縣人，軍籍，明朝政治人物。

## 生平
河南鄉試第六十三名舉人。成化二十三年（1487年）中式丁未科會試第二百九十一名，三甲第二百三十八名進士。

## 家族
曾祖熊真；祖父熊文質；父熊英，母關氏。永感下。弟棨。